# Білоцерківська єпархія УПЦ (МП)
Білоцерківська єпархія — єпархія УПЦ (МП), що охоплює 10 південно-західних районів та 110 парафій у Київській області, у якій несуть службу 47 священиків. Утворена 1994 року, вважає себе правонаступницею Юр'ївської єпархії.

## Благочиння єпархії
До складу єпархії входить 12 благочинь:
- Білоцерковське благочиння
- Богуславське благочиння — Свято-Троїцька церква (Богуслав)
- Володарське благочиння
- Кагарлицьке благочиння
- Рокитнянське благочиння
- Миронівське благочиння
- Тетіївське благочиння
- Ставищенське благочиння
- Сквирське благочиння
- Узинське благочиння
- Ржищівське благочиння
- Таращанське благочиння

### Богуславське благочиння
- Свято-Покровський храм, м. Богуслав
- Свято-Троїцький храм, м. Богуслав
- Свято-Покровський храм, с. Біївці
- Свято-Покровський храм, с. Бородані
- Храм Архидиякона Стефана, с. Бране Поле
- Свято-Успенський храм, с. Вільхівець
- Свято-Успенський храм, с. Дибинці
- Свято-Покровський храм, с. Дмитренки
- Свято-Миколаївський храм, с. Закутинці
- Свято-Михайлівський храм, с. Іванівка
- Свято-Михайлівський храм, с. Ісайки
- Свято-Михайлівський храм, с. Киданівка
- Свято-Миколаївський храм, с. Медвин
- Спасо-Преображенський храм, с. Мисайлівка
- Свято-Миколаївський храм, с. Москаленки
- Іоано-Богословський храм, с. Розкопанці
- Свято-Покровський храм, с. Саварка
- Свято-Воскресенський храм, с. Синиця
- Свято-Покровський храм, с. Тептіївка
- Храм на честь Казанської ікони Божої Матері, с. Хохітва
- Храм на честь Казанської ікони Божої Матері, с. Шупики
- Свято-Миколаївський храм, с. Щербашенці
- Свято-Троїцький храм, с. Яцюки

## Історія

### Київська Русь
Ярослав Мудрий — поряд із заснуванням на півдні Київщини низки фортець велику увагу приділяв поширенню тут християнства та становленню церкви як організації. Він став не лише засновником міста Юр'єва («святого Георгія на Росі»), попередника сучасної Білої церкви, а й щедрим церковним жертводавцем та одним із редакторів славнозвісного «Статуту князя Ярослава про церковні суди». У місті святого Георгія (саме цим іменем охрестили князя) на межі 30—40-х років XI століття з'явилася єпископська кафедра, яка протягом кількох століть була центром православного життя Надросся.
Першим відомим нам Юр'ївським єпископом був владика Михаїл, про якого є згадка у «Повісті минулих літ» під 1072 роком. Саме тоді відбулося перенесення мощей святих страстотерпців Бориса і Гліба. Преподобний Нестор Літописець повідомляє про це так: «Зібралися у Вишгороді Ярославичі — Ізяслав, Святослав і Всеволод, митрополит, яким був тоді Георгій, Петро, єпископ Переяславський, Михаїл, єпископ Юр'ївський, Феодосій, ігумен Печерський… I всі, учинивши празник світлий, переложили їх у нову церкву, що її зробив Ізяслав». Як бачимо, Юр'ївський владика переносив мощі святих князів разом із преподобним Феодосієм — одним із засновників Києво-Печерської Лаври.
Згадують тогочасні історичні джерела й інших юр'ївських архієреїв — Антонія (1089—1091), Марина (1091—1095), Даниїла (1114—1122), Дем'яна (1147—1154), Андріана (1197—1198) та Алексія (до 1225 р.). Вони були учасниками багатьох визначних подій церковного життя Русі. Владика Михаїл був одним із засновників «небеси подобной» Успенської церкви Києво-Печерської Лаври.
Інший відомий київський храм — собор святої Софії — зберіг до нашого часу настінний напис про хіротонію юр'ївського владики Даниїла, яка відбулася 6 січня 1114 року. Деякі вчені висловлюють гіпотезу, що до прийняття єпископського сану майбутній архієрей під іменем ігумена Даниїла здійснив паломницьку подорож до Палестини, про що залишив відому нам у багатьох списках працю «Ходіння ігумена Даниїла на Святу Землю». Достовірно зафіксовано, що єпископ Даниїл брав участь у повторному перенесенні мощей святих князів Бориса і Гліба.
Юр'ївський владика Дем'ян жив у часи, коли київські князі намагалися зменшити вплив Візантії на церковне життя Русі, а тому сприяли призначенню на митрополичу кафедру русичів, а не греків. У цьому плані важливою подією був церковний собор 1147 року, на якому Юр'ївський єпископ був серед тих владик, які віддали свій голос за призначення Київським митрополитом русича Климента Смолятича. За це висловилися й інші південноруські єпископи, а архієреї з північної Русі виступили проти. Відомо також, що в часи боротьби руських князів за Київ Юр'ївський єпископ Дем'ян неодноразово виступав посередником у переговорах суперників. Наприклад, 1154 року він очолив київське посольство до чернігівського князя Ізяслава Давидовича, яке мало на меті запросити його на великокнязівський престол. Князівські міжусобиці та війни зі степовиками зумовили перенесення центру Юр'ївської єпархії до Канева, де в 1144 році, немовби на згадку про Юр'їв, зводиться величний храм в ім'я Юрія (Георгія) Змієборця (нині Успенський).
У переписі православних архієрейських кафедр Великої Русі, що підпорядковувалися Константинопольському Патріархові у середині XII століття, замість Юр'ївської єпархії значиться Канівська, а в літописах Юр'ївський єпископ згадується як Канівський єпископ Дем'ян.
У XIII столітті Юр'ївську архієрейську кафедру було поновлено, але недовго місто над Россю мало свого владику — незабаром Русь запалала в пожежі монголо-татарської навали.
Історики вважають, що Надросся завдяки православним жертводавцям славилося багатьма благодатними величними храмами. Науковцям відомі залишки кафедрального собору святого Георгія в Юр'єві (теперішній Білій Церкві), рештки храмів або предметів церковного призначення в селищі Буки на Сквирщині, селищі Сахнівці на Корсунщині тощо. Археологи стверджують, що собор літописного Юр'єва був розміром не менше ніж 12´18 метрів. Від нього збереглися 3 апсиди XII—XIII століть. Вважається, що цей храм був другим у Юр'єві, оскільки знайдено ще й рештки церкви XI століття, котра була збудована відразу ж після заснування єпархії.

### Литовсько-польська доба
Після монголо-татарського спустошення надроські землі прийшли в занепад. Перші документальні згадки про регіон у пізньому середньовіччі з'являються аж у 1552 році; вони пов'язані із заснуванням Білоцерківського замку. Відомості про церковне життя Білоцерківщини того часу фрагментарні. Так, після відновлення в 1620 році православної ієрархії в одному з білоцерківських храмів Святійший Патріарх Єрусалимський Феофан хіротонісав єпископа Луцького Ісаакія (Борисковича). Візит Патріарха з Єрусалима в місто, подібне до Білої Церкви, і нині стало б подією вельми важливою та пам'ятною. Тим паче це стосується середньовічної Білої Церкви, котра, очевидно, вже тоді славилася своїми православними храмами.
У середині XVII століття в місті було сім церков, якими опікувалися козаки та ремісничі цехи. (Останні за умов насадження Польщею унії нерідко відігравали роль православних братств і твердо стояли в обороні батьківської віри.) Православні парафії міста перебували в цей час під омофором Митрополита Київського, а тому, очевидно, у Білій Церкві нерідко бували представники вищого духовенства з Матері міст руських. За обставин польсько-католицького натиску на православ'я це було важливим чинником утвердження наших предків у православній вірі.
У 1663 році в місті зупинився польський король Ян II Казимир разом зі своїми двором та генералітетом. Тут же перебували й православні єпископи. Саме тоді в Білій Церкві відбувся відомий богословський диспут між ксьондзом єзуїтом Адріаном Пекарським та київським ректором Іоанникієм Галятовським про церковну ієрархію.
Відомо, що в середині XVII століття в містах і містечках регіону було по кілька храмів, при яких нерідко засновувалися школи й шпиталі — благодійні заклади для немічних. Були на Надроссі й монастирі — стародавні обителі (чоловіча та жіноча) у містах Богуславі й Ржищеві, згадується також Лісовичівський Свято-Георгіївський жіночий монастир.
XVIII століття стало для Надросся часом особливо гострої боротьби православ'я з унією. З одного боку, тут засновуються десятки нових православних церков, будівництво яких підтримується щедротами місцевих жертводавців. (Так, кілька храмів було возведено на кошти фастівського полковника Семена Палія, котрий активно протидіяв унії.) Але з іншого — після поновлення в регіоні польської влади греко-католицька віра нерідко силою насаджувалася в місцевих парафіях, і чимало з них в умовах безвиході змушені були зрікатися православ'я. У деяких місцевостях прийняття унії відбувалося лише формально, коли священики, які прийняли унію під тиском, продовжували служити по-православному й дотримуватися прабатьківської обрядовості, за що зазнавали покарань від греко-католицьких архієреїв.
Поширеним було явище, коли ставленики приймали висвячення від Молдавського православного митрополита, а від греко-католицького — лише призначення до парафії. Таким чином, миряни, знайомлячись зі ставленицькою грамотою, вважали, що мають православного батюшку. В часи, коли проти польської влади піднімалася хвиля народного гніву, діти православних батьків відкидали унію й нерідко виганяли греко-католицьких священиків. Наприклад, у Сквирі гайдамаки навіть убили священнослужителя-греко-католика.
Могутньо поширювався рух за відновлення православ'я і в часи вступу на Правобережжя російських військ. На Пороссі були сформовані православні протопопії Білоцерківська й Богуславська, які очолювали протопопи Василій Зражевський та Стефан Левандовський. Ці пастирі підпорядковувалися єпископу Переяславському і Бориспільському, який перебував на російській території, й чимало зробили для відродження православних парафій у регіоні. Остаточне повернення краю до православ'я відбулося в 1793—1796 роках, а після приєднання Надросся до Російської імперії уніатських парафій тут майже не лишилося.
Коли православні храми приймали греко-католицтво, то поміщики-католики надавали їм землі та різноманітні угіддя (ліси, пасовиська, пасіки, стави). З відновленням православ'я парафії Надросся належали тим самим поміщикам, які почали відбирати не лише подароване, а й церковне майно.

### Російська імперія
Саме тому після приєднання краю до імперії Романових вчорашні греко-католицькі, а тепер православні церкви були досить убогими. У 1797 році їх вирішив оглянути митрополит Ієрофей (Малицький), який став архіпастирем Надросся. Оглянувши майже 150 храмів, владика побачив «во всех почти тамошних церквах одни непорядки и неустройства». Польські поміщики ревно слідкували за тим, щоб надлишки з кріпацьких прибутків належали їм, а не ставали предметом церковних пожертв. Православні кріпаки були не в змозі кардинально зарадити цьому становищу — потрібна була вагома допомога держави. Вона надійшла звідти, звідки не чекали, — з імператорського гардеробу.
Катерина II після приєднання більшості греко-католиків до православ'я повеліла частину свого одягу перешити на церковні ризи для новоприєднаних парафій. Жест був справді царським — імператриця володіла гардеробом у 35 тисяч суконь, а тому, відкривши в Олександро-Невській Лаврі грандіозний перешивальний цех, вона подарувала храмам Київщини 163 ризи з єпитрахилями, 78 підризників, 80 поясів, 59 стихарів, 190 поручів, 43 воздухи тощо. В архіві збереглися розписки священиків Надросся, котрі влітку 1798 року отримали царський подарунок.
Проте подібні пожертви надходили нечасто. Тож церковне будівництво в першій половині XIX століття розвивалося тут досить помірними темпами — більшість мирян у цей час були кріпаками поміщиків-поляків.
Значно більше храмів у регіоні почало з'являтися після скасування кріпацтва, та й це майже не вплинуло на збільшення їхньої кількості — православні миряни будували нові церкви переважно на місці старих. Як наслідок, у 1797 році в чотирьох повітах, до складу яких входило Надросся, було 424 храми, а через майже сотню років (1894 р.) тут нараховувалося 457 церков — на 33 більше. Це при тому, що кількість населення за цей час зросла більше ніж утричі.
Зрушення відбувалися переважно в якісний бік. Замість старих церков, збудованих із дерева ще в козацьку епоху, почали зводити набагато більші храми. Зросла кількість кам'яних церков. Зміни в якісному плані подекуди призводили до кількісного зменшення храмів в окремих населених пунктах. Так, у Білій Церкві замість шести стародавніх дерев'яних церков було зведено два величні кам'яні храми, які й нині є окрасою міста. Наприкінці століття серед вищезгаданих храмів чотирьох повітів найбільше було покровських (76) та михайлівських (66).
Славилося Надросся й багатьма відомими пастирями. Серед них особливо благодатний слід у пам'яті нащадків залишив отець Петро Лебединцев, який служив у Білоцерківському Спасо-Преображенському храмі протягом 50-х років XIX століття. Він став першим істориком міста, опублікувавши низку статей з історії місцевих храмів та впорядкувавши білоцерківські перекази про давнину. З ініціативи отця Петра був відреставрований один приділ недобудованої у XVIII столітті церкви в ім'я святого Миколая. Справою, яка сколихнула життя всієї Російської імперії, стало відкриття отцем Петром Лебединцевим першої в пореформену епоху постійної мережі церковнопарафіяльних шкіл.
Наступне, XX століття принесло чимало випробувань вітчизняному православ'ю. Швидкими темпами почав поширюватися штундизм (з'явився ще в попередньому столітті), і на Надроссі поширеним явищем стало заснування церковних братств та проведення місіонерських з'їздів. Відомі своєю діяльністю братства у Білій Церкві та Трушках. (Перше з них існувало в Преображенській парафії й називалося на честь святої Олександри — небесної покровительки О. В. Браницької.) Саме в Білій Церкві відбувся з'їзд православних місіонерів Київської митрополії — це був важливий захід з огляду на те, що в 1850 році було видано імператорський указ про віротерпимість, і за перехід із православ'я до інших сповідань державних санкцій уже не передбачалося.

### Радянські роки
З Надросся до переяславського музею було конфіксовано стародавній Острівський Покровський храм, збудований ще за часів Богдана Хмельницького; багато церков було знищено, попри те, що вони становили неабияку цінність не лише для віруючих, а й для науки та культури. Порівняно сприятливим було становище лише на Рокитнянщині, де збереглося декілька стародавніх церков.
Деяким чином відновленню православних богослужінь у церквах сприяло вторгнення фашистів. Останні, відтіснивши радянські війська, заплющували очі на пожвавлення релігійного життя. 1941 року в Білій Церкві було відновлено дві парафії — на честь Преображення Господнього та в ім'я Марії Магдалини. Після окупації Білої Церкви військами СРСР парафію в храмі Марії Магдалини більше не скасовували, а Спасо-Преображенський храм закрили для парафіян 1961 року
Радянська влада фінансувала створення так званої «Живої церкви» та УАПЦ, яка виникла завдяки старанням Мстистава Скрипника. Більшовики розпалювали ворожнечу в середовищі вірян. Тому, наприклад, Спасо-Преображенський храм, який перебував у руках безблагодатних «церков», нараховував небагато парафіян. Зі зникненням розколу з 1944 по 1962 рік у Білоцерківському Спасо-Преображенському соборі 15 разів змінювалися священики і 5 разів — склад парафіяльної ради.
Після Німецько-радянської війни розгорнулася нова хвиля атеїстичної пропаганди. До Києва й Москви надсилалися рапорти місцевих партійних ватажків про нібито одностайне бажання жителів міст і сіл Білоцерківщини не мати храму й ліквідувати парафію. Багато зробила радянська влада руками силових структур.

### Сучасність
1994 року в Білій Церкві було відроджено стародавню, багату на історію та традиції архієрейську кафедру. Титул правлячого архієрея єпархії — «Білоцерківський і Богуславський».
До новоствореної єпархії увійшло 10 районів Київської області та 110 парафій, у яких несли службу 47 священиків. Жодних адміністративних будівель для потреб єпархії, як і архієрейської резиденції, не було. Спасо-Преображенський собор, що мав стати кафедральним, перебував на стадії затяжного капітального ремонту.
З 1 серпня 1998 до 31 травня 2007 року кафедру очолював єпископ Серафим (Залізницький) (схиєпископ Сергій). Рішенням Священного Синоду Української Православної Церкви від 31 травня 2007 року (Журнал № 57) Преосвященного Серафима було звільнено від управління Білоцерківською єпархією і призначено єпископом Сєверодонецьким і Старобільським.
Правлячим архієреєм Білоцерківської єпархії було призначено вікарія Київської Митрополії, Керуючого справами УПЦ архієпископа Переяслав-Хмельницького Митрофана (Юрчука), звільнивши його з посади вікарія Київської Митрополії.
Рішенням Священного Синоду Української православної церкви від 20 липня 2012 року керуючим Білоцерківською єпархією призначений архієпископ Августин (Маркевич).